# Ciutadans Honrats
De Ciutadans Honrats vormden een geprivilegieerde groep burgers in het koninkrijk Aragón vanaf de 14e tot de 18e eeuw.

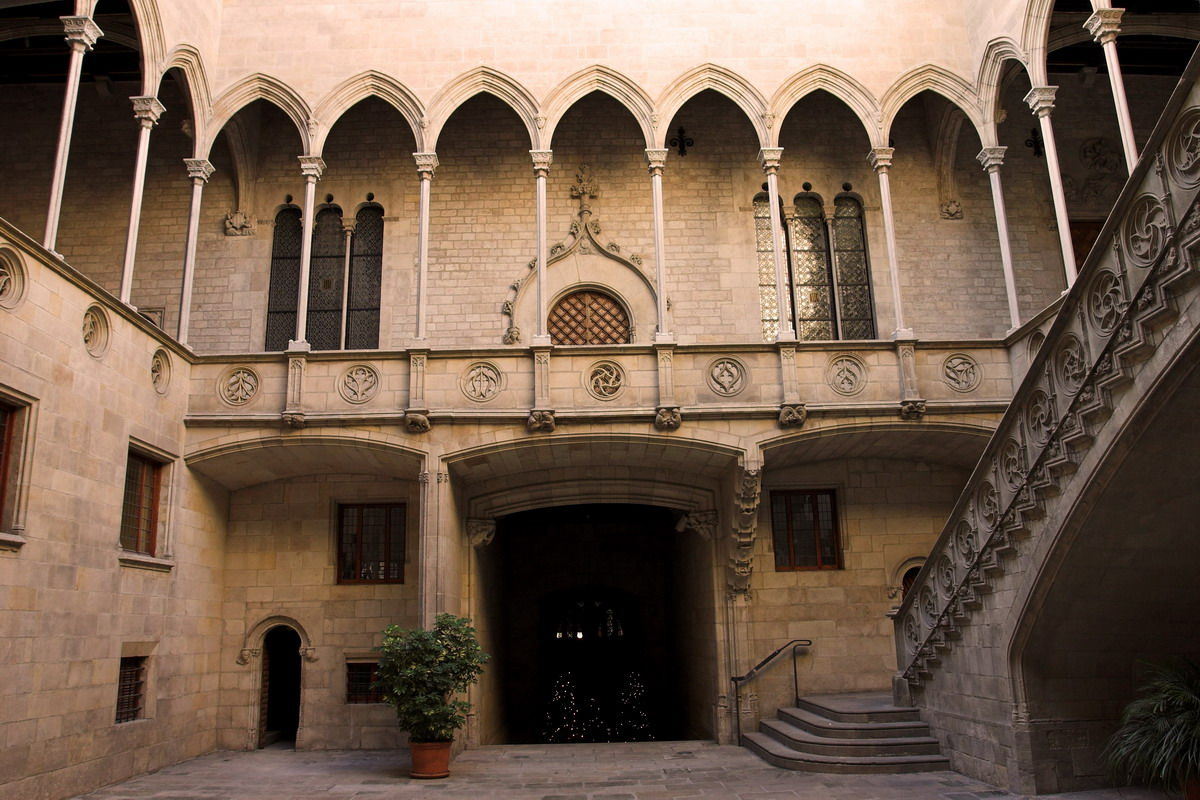
Paleis van de Generalitat, Barcelona

Met het wegvallen van de macht van de Karolingers ontstonden in Barcelona en andere Catalaanse steden nieuwe machtsverhoudingen waarbij prominente burgers een belangrijke rol speelden. Vanaf het einde van de 10e en het begin van de 11e eeuw eiste deze groep een steeds belangrijker rol voor zich op. Hun informele machtspositie was behalve op hun financiële positie gebaseerd op hun inzicht en kennis van de lokale samenleving.
Naarmate het belang van de steden als markt- en overslagplaats groeide, nam ook de macht van deze nieuwe klasse van patriciërs toe. Aanvankelijk waren bestond de groep uit rijke burgers, notabelen en kooplieden. Het kapitaal dat ze verdienden investeerden deze burgers niet in de handel, maar steeds meer in land. Net als de adel exploiteerden de burgers de feodale rechten op deze bezittingen. Ze beschouwden onroerend goed als een veiliger investering. Hierdoor werd de rigiditeit van de sociale structuur versterkt..
Het belang van deze groep blijkt uit de officiële documenten die gaan over de koop en verkoop van onroerend goed of over het oplossen van geschillen. In stukken uit de 12e en de 13e eeuw worden deze burgers aangeduid met boni homines, later met probi homines of met het Catalaanse woord prohoms. Tussen 1139 en 1220 werden door de stedelijke notarissen aantekeningen gemaakt waaruit men kan opmaken dat er in Barcelona 42 prohoms waren uit ten minste 32 verschillende families.
Aan het begin van de 14e eeuw kreeg de geprivilegieerde klasse van Barcelona, Valencia, Lerida, Gerona en andere steden een nieuwe naam. De Ciutadans Honrats, in het Nederlands de eerbare of eerzame burgers.
In de 15e eeuw had deze groep zich geïnstitutionaliseerd. Ciutadans Honrats trouwden met lagere adel die naar de stad was getrokken en vice versa. De historici James Amelang en Ricardo García Cárcel deden onderzoek naar de vermenging van adel en burgerij en ontdekten dat deze in dit deel van Europa veel intensiever was dan in andere delen.
Aan het eind van de 14e en het begin van de 15e eeuw ontstond een nieuwe klasse van koopmanslieden, handwerkslieden. In Barcelona kwam het tot een conflict tussen de aristocratische klasse, de Ciutadans Honrats en deze nieuwe groep toen Alfons V van Aragón in 1453 het bestuur van de stad wilden veranderen.
Na de Catalaanse Burgeroorlog wisten de Ciutadans Honrats hun machtspositie grotendeels te consolideren. Met het edict van 1510 onder Ferdinand II van Aragón werd een aantal privileges toegekend aan honderd Ciutadans Honrats van Barcelona. Zo kwam er een norm die kon worden aangehouden bij toelating van nieuwe Ciutadans Honrats in jaren daarna..
Volgens de historicus James Amelang groeide de macht van de Ciutadans Honrats in de 16e eeuw tot onevenredige proporties uit.
De Ciutadans Honrats bleven een belangrijke rol spelen als politieke macht tot aan de hervormingen van 1714.